# 平安堡镇 (昌图县)
平安堡乡，是中华人民共和国辽宁省铁岭市昌图县下辖的一个乡镇级行政单位。

## 行政区划
平安堡乡下辖以下地区：
大泉村、东五家子村、十里村、刘家油坊村、新兴村、平安堡村、如意村、曲家窝堡村、高家屯村、小泉村和谢家村。